# Нагибин, Владимир Дмитриевич
Владимир Дмитриевич Нагибин — советский хозяйственный, государственный и партийный деятель.

## Биография
Родился в 1930 году в селе Каменевка. Скончался 14 января 2021 г.
С 1954 года — на хозяйственной работе.
В 1954—2008 гг. :
- мастер, начальник участка, старший мастер,
- начальник цеха, директор Балхашского горно-металлургического комбината,
- заместитель министра цветной металлургии СССР,
- министр цветной металлургии Казахской ССР,
- экономический советник Посольства СССР во Вьетнаме,
- заведующий лабораторией, научный сотрудник института «ГИНцветмет».

Избирался депутатом Верховного Совета Казахской ССР 9-го, 10-го созывов.
Ушел из жизни 14 января 2021